# Кумисне (селище)
Кумисне (рос. Кумысное) — селище у Троїцькому районі Челябінської області Російської Федерації.
Входить до складу муніципального утворення Клястицьке сільське поселення. Населення становить 302 особи (2010). Населений пункт розташований на землях українського культурного та етнічного краю Сірий Клин.

## Історія
Від 20 лютого 1924 року належить до Троїцького району Челябінської області.
Згідно із законом від 28 жовтня 2004 року органом місцевого самоврядування є Клястицьке сільське поселення.

## Населення
| 2002 | 2010 |
| ---- | ---- |
| 322  | ↘302 |